# Macrohon
Macrohon ist eine philippinische Stadtgemeinde in der Provinz Southern Leyte. Sie hat 26.244 Einwohner (Zensus 1. August 2015).

## Baranggays
Macrohon ist politisch in 30 Baranggays unterteilt.
| - Aguinaldo - Amparo - Buscayan - Cambaro - Canlusay - Flordeliz - Ichon - Ilihan - Laray - Lower Villa Jacinta - Mabini - Mohon - Molopolo - Rizal - Salvador (Mangyang) | - San Isidro - San Joaquin - San Roque - Sindangan - Upper Villa Jacinta - Asuncion - Bagong Silang - Danao - Guadalupe - San Vicente Poblacion - Santo Niño - San Vicente (Upper San Roque) - Santa Cruz (Pob.) - Santo Rosario (Pob.) - Upper Ichon |

## Sehenswürdigkeiten
In Macrohon befindet sich das 31 ha große Fisch-Schutzgebiet Molopolo Fish Sanctuary and Marine Park. Dieses in Zusammenarbeit der lokalen Behörde und der deutschen Entwicklungshilfe 1996 errichtete Schutzgebiet verfügt neben einem Strand und einem Kiosk über einen langen Steg, von dem aus man verschiedenen Fische beobachten kann.
Die weitgehend unberührte Tropfsteinhöhle Cambaro-Cave mit ihren vielfältigen Steinformationen kann unter Führung eines einheimischen Guides und mit Helm und Lampe besichtigt werden.